# Road to Revolution: Live at Milton Keynes
Road to Revolution: Live at Milton Keynes ist das zweite Live- und Videoalbum der US-amerikanischen Nu-Metal-Band Linkin Park. Es erschien am 21. November 2008 über die Labels Machine Shop Recordings und Warner Bros. Records.

## Inhalt
| Professionelle Bewertungen | Professionelle Bewertungen |
| -------------------------- | -------------------------- |
| Kritiken                   |                            |
| Quelle                     | Bewertung                  |
| laut.de                    | [ 1 ]                      |
| allmusic                   | [ 2 ]                      |

Die auf dem Album enthaltenen Lieder wurden beim Live-Auftritt der Band am 29. Juni 2008 beim Projekt Revolution Festival auf der National Bowl im englischen Milton Keynes aufgenommen. Die gespielten Songs stammen von den drei zuvor veröffentlichten Studioalben Hybrid Theory (vier bzw. sechs Tracks), Meteora (vier bzw. fünf Stücke) und Minutes to Midnight (acht bzw. neun Titel). Außerdem beinhaltet der Tonträger zwei Lieder vom Kollaboalbum Collision Course mit dem Rapper Jay-Z, der auch auf den Live-Versionen zu hören ist.

## Produktion
Bei dem Album fungierten die Musikproduzenten Jordan Berliant, Rob McDermott, Ryan DeMarti, Wendy Griffiths, Devin Sarno und Peter Standish als Ausführende Produzenten.

LP-Logo

## Covergestaltung
Das Albumcover zeigt das Linkin-Park-Logo in Dunkelrot, umgeben von zwei Löwen. Die Titel Road to Revolution und Live at Milton Keynes befinden sich über bzw. unter dem Logo. Oben im Bild steht außerdem der dunkelrote Schriftzug Linkin Park. Der Hintergrund ist beige gehalten.

## Titellisten
| #  | Titel                           | Länge | Album               |
| -- | ------------------------------- | ----- | ------------------- |
| 1  | One Step Closer                 | 4:07  | Hybrid Theory       |
| 2  | From the Inside                 | 3:25  | Meteora             |
| 3  | No More Sorrow                  | 5:06  | Minutes to Midnight |
| 4  | Given Up                        | 3:16  | Minutes to Midnight |
| 5  | Lying from You                  | 3:19  | Meteora             |
| 6  | Hands Held High (A cappella)    | 1:27  | Minutes to Midnight |
| 7  | Leave Out All the Rest          | 3:24  | Minutes to Midnight |
| 8  | Numb                            | 3:46  | Meteora             |
| 9  | The Little Things Give You Away | 7:20  | Minutes to Midnight |
| 10 | Breaking the Habit              | 4:25  | Meteora             |
| 11 | Shadow of the Day               | 4:17  | Minutes to Midnight |
| 12 | Crawling                        | 4:58  | Hybrid Theory       |
| 13 | In the End                      | 3:50  | Hybrid Theory       |
| 14 | Pushing Me Away (Piano-Version) | 3:19  | Hybrid Theory       |
| 15 | What I’ve Done                  | 5:02  | Minutes to Midnight |
| 16 | Numb/Encore (mit Jay-Z)         | 3:02  | Collision Course    |
| 17 | Jigga What/Faint (mit Jay-Z)    | 5:11  | Collision Course    |
| 18 | Bleed It Out                    | 8:15  | Minutes to Midnight |

| #  | Titel                              | Länge | Album               |
| -- | ---------------------------------- | ----- | ------------------- |
| 1  | One Step Closer                    | 4:13  | Hybrid Theory       |
| 2  | From the Inside                    | 3:43  | Meteora             |
| 3  | No More Sorrow                     | 5:45  | Minutes to Midnight |
| 4  | Wake                               | 1:33  | Minutes to Midnight |
| 5  | Given Up                           | 3:16  | Minutes to Midnight |
| 6  | Lying from You                     | 3:19  | Meteora             |
| 7  | Hands Held High (A cappella)       | 1:27  | Minutes to Midnight |
| 8  | Leave Out All the Rest             | 3:24  | Minutes to Midnight |
| 9  | Numb                               | 3:46  | Meteora             |
| 10 | The Little Things Give You Away    | 7:21  | Minutes to Midnight |
| 11 | Breaking the Habit                 | 4:31  | Meteora             |
| 12 | Shadow of the Day                  | 4:17  | Minutes to Midnight |
| 13 | Crawling                           | 4:58  | Hybrid Theory       |
| 14 | In the End                         | 4:47  | Hybrid Theory       |
| 15 | Pushing Me Away (Piano-Version)    | 4:56  | Hybrid Theory       |
| 16 | What I’ve Done                     | 5:18  | Minutes to Midnight |
| 17 | Numb/Encore (mit Jay-Z)            | 3:02  | Collision Course    |
| 18 | Jigga What/Faint (mit Jay-Z)       | 5:11  | Collision Course    |
| 19 | Bleed It Out                       | 11:28 | Minutes to Midnight |
| 20 | Somewhere I Belong (Hidden Track)  | 3:41  | Meteora             |
| 21 | Papercut (Hidden Track)            | 3:51  | Hybrid Theory       |
| 22 | Points of Authority (Hidden Track) | 5:03  | Hybrid Theory       |

## Chartplatzierungen
Road to Revolution: Live at Milton Keynes stieg am 5. Dezember 2008 auf Platz 11 in die deutschen Charts ein und belegte in den folgenden Wochen die Ränge 12, 17 und 20. Insgesamt konnte sich das Album mit mehreren Unterbrechungen 32 Wochen in den Top 100 halten. In den Vereinigten Staaten erreichte der Tonträger Position 41 und hielt sich 13 Wochen in den Charts.

## Verkaufszahlen und Auszeichnungen
Für über 200.000 verkaufte Exemplare wurde Road to Revolution: Live at Milton Keynes im Jahr 2013 in Deutschland mit einer Platin-Schallplatte ausgezeichnet. In der Schweiz erhielt das Album eine Goldene Schallplatte und in Großbritannien wurde es mit Silber ausgezeichnet.